# 董力 (擊劍運動員)
董力（1993年8月23日—），上海人，中国擊劍运动员、歌手、演员。2014年参加全國擊劍冠軍賽，得到男子個人花劍季軍。2016年作为“实习爸爸”參與綜藝節目《爸爸去哪儿 (第四季)》，从而获得更多关注，並成功走紅，同年毕业于上海金融学院。2018年8月24日，在微博上宣布退役並正式進軍演藝界。

## 个人经历

### 早年岁月
董力出生於上海，從小就練習游泳及擊劍，同時也非常有音樂天份，擁有薩克斯風10級的資格。
董力高中就读于上海体育职业附属中学，并作为体育特长生顺利通过“上海市普通高校招收高水平运动员、体育特长生专项统一测试”；2012年，顺利考入上海金融学院。

### 运动生涯
2014年，參加全國擊劍冠軍賽第一站，獲得男子個人花劍季軍，從而受到關注。2015年1月，开始参加中國国家队的集训；同年，进入国家队出征第28届世界大学运动会，并最终取得第四名的成绩。
2016年10月，参加在日本举行的“亚洲U23击剑锦标赛”，取得小组赛3胜2负的成绩，最终在32強进16強中以9:15负日本，而止步32强；11月，入围“中国十佳劳伦斯冠军奖”最受欢迎男运动奖。随后，参加“2016-2017赛季全国击剑冠军赛”；同年，参加在日本举行的击剑比赛；12月5日，参加“2016——2017赛季全国击剑冠军赛”，取得小组赛第32名，最终止步于男子组16强。
2017年9月2日，第十三届全运会击剑比赛在天津体育学院体育馆進行，董力所在的上海队參與男子花剑团体赛，但不敌广东，无缘四强，最终團體获得第七名的成績。

### 演艺生活
2016年8月，参加邱启明主持的搜狐视频奥运脱口秀节目《明说奥运》的录制，这是董力的综艺首秀；9月，与张继科、孙伟等运动员一同参加湖南卫视综艺节目《快乐大本营》的录制；同年，作为“实习爸爸”，参加芒果TV亲子互动真人秀节目《爸爸去哪儿第四季》的录制，并与「阿拉蕾」组成实习父女档，从而获得更多关注；11月9日出席“时尚COSMO美丽盛典”，并获得年度青春偶像奖。
2017年，参加浙江卫视户外真人秀节目《二十四小时第二季》的录制；2月11日，参加央视元宵晚会，并演唱歌曲《我相信》；7月5日，推出首支个人单曲《梦中情人》；8月7日，推出首张个人EP专辑《一剑倾心》，收录了包括《董大力》、《剑客》等在内的3首歌曲；同年，完成了个人首部影视剧作品，与熊梓淇、赖雨濛联合主演都市爱情剧《爱情的开关》，在剧中饰演灵性交融邪性的富家公子蒋泽；12月，参加北京卫视跨年冰雪盛典，演唱《三国恋》及《龙的传人》。
2018年1月16日，获得绿尚·小资风尚盛典年度风尚跨界男艺人奖；1月29日，参加湖南卫视全球华侨华人春节联欢晚会，与邢昭林、马伯骞合作演唱《新年旺旺旺》。2月15日，首次登上春晚舞台，参加中央电视台春节联欢晚会，用萨克斯演奏歌曲《请到天涯海角来》。3月2日，参加中央电视台元宵晚会，；4月17日，受邀出席联合国环境署中国地球卫士青年奖启动仪式，荣获“中国地球卫士青年奖倡导者”称号。5月19日，亮相音乐先锋榜三十载荣耀盛典，荣获“最受欢迎跨界艺人”和“影视歌全能”两项大奖。6月22日，主演的励志青春剧《奋斗吧，少年！》开机，饰演喬晨。8月24日，董力在微博上宣布退役並正式進軍演藝界。

## 影视作品

### 电视剧
| 年份   | 劇名            | 角色   | 備註           |
| 2019年 | 神犬小七3       | 董力   |                |
| 2019年 | 奋斗吧，少年！  | 喬晨   |                |
| 2019年 | 烈火军校        | 谢良辰 | 客串           |
| 2019年 | 生活对我下手了2 | 董力   | 客串，網絡劇   |
| 2019年 | 第二次也很美    | Daniel | 客串           |
| 2020年 | 愛情的開關      | 蒋泽   |                |
| 2020年 | 最美逆行者      | 陈允   | 單元《同舟》   |
| 2021年 | 百炼成钢        | 陈延年 | 單元《国际歌》 |

### 电影
| 年份   | 劇名       | 角色   |
| 2019年 | 最好的我们 | 盛淮南 |
| 2021年 | 不欺不遇   | 盛淮南 |

## 綜藝節目

### 固定綜藝節目
| 年份   | 頻道     | 節目名稱                | 備註     |
| 2016年 | 芒果tv   | 《爸爸去哪兒 (第四季)》 | 固定嘉賓 |
| 2017年 | 浙江卫视 | 《二十四小时(第二季)》  | 固定嘉宾 |
| 2018年 | 東方衛視 | 《新舞林大會》          | 參賽者   |

### 其他綜藝節目
| 年份   | 日期     | 頻道     | 節目名稱       | 備註                        |
| 2016年 | 8月13日  | 搜狐视频 | 《明说奥运》   | 董力綜藝首秀                |
| 2016年 | 9月17日  | 湖南衛視 | 《快乐大本营》 | 運動員特輯                  |
| 2016年 | 10月29日 | 湖南衛視 | 《快乐大本营》 | 宣傳《爸爸去哪兒 (第四季)》 |
| 2019年 | 6月29日  | 湖南衛視 | 《快乐大本营》 | 宣傳《奋斗吧，少年！》      |

## 音樂作品
| 年份   | 專輯名稱     | 歌曲                          |
| 2017年 | 《一劍傾心》 | 1. 夢中情人 2. 董大力 3. 劍客 |

## 獎項與荣誉
| 年份 | 獎項及榮譽                                                                                                 |
| 2014 | - 全國擊劍冠軍賽第一站 - 男子個人花劍季軍                                                                  |
| 2016 | - 時尚COSMO美麗盛典 - 年度青春偶像獎 - 中國十佳勞倫斯冠軍獎 - 最受歡迎男運動獎 - 移動視頻風雲盛典 - 星勢力 |
| 2017 | - 中国十佳劳伦斯公益大使                                                                                   |
| 2018 | - 绿尚·小资风尚盛典年度风尚 - 跨界男艺人奖 - 中国地球卫士青年奖倡导者                                      |

## 綜藝節目
- 2016年9月17日 《快樂大本營》
- 2016年10月29日 《快樂大本營》
- 2016年 《爸爸去哪兒 (第四季)》以實習爸爸身份與沒血緣關係的女兒阿拉蕾參加
- 2017年2月 加盟浙江衛視《二十四小时 (综艺节目)》第二季
- 2017年1月13日、2月10日 《明星大偵探》
- 2017年5月   於芒果TV客串演出《媽媽是超人》第二季
- 2017年5月26日 《年代秀2017》
- 2017年7月《挑战者联盟》第三季 嘉宾
- 2017年11月30日《爸爸去哪儿 (第五季)》第十二期嘉宾